# Премия Зенера
Премия Зенера является международной наградой, установленной за заслуги в области материаловедения и физики конденсированных сред с особым акцентом на неупругость твердых тел, внутреннее трение и механическую спектроскопию.
Премия Зенера, известная в прошлом как ICIFUAS Prize (1965—1989), была названа в честь Кларенса Зенера († 2 Июль, 1993), впервые опубликовавшего серию работ по изучению неупругости металлических материалов.
Премия Зенера, известная также как «Золотая медаль Зенера», присуждается международным комитетом, который возглавляется Председателем очередной международной конференции «Внутреннее Трение и Механическая Спектроскопия», продолжившей серию конференций «Внутреннее Трение и Затухание Ультразвука в Твердых Телах» (1956—2002).
Премия Зенера может быть присуждена за значительное открытие или за многолетний вклад в развитие науки о неупругости твердых тел. К 2022 году было награждено 24 ученых из разных стран. Каждому лауреату вручается Золотая Медаль Зенераи Диплом. Как правило, медаль сделана из 20-х каратного золота и имеет изображение — портрет Кларенса Зенера на передней части.

## Список лауреатов Зенера
| Номер | Год вручения | Лауреаты               |           | Страна    | Место работы |
| ----- | ------------ | ---------------------- | --------- | --------- | --- |
| 1     | 1965*        | Вернер Кёстер          | 1896—1989 | Германия  | Макс Планк Институт Исследований Металлов, (Институт исследований металлов Общества Макса Планка), Штутгарт, Штутгарт; (Макс Планк Институт Исследований Металлов, Штутгарт переименован 18 марта 2011 в Макс Планк Институт Интеллектуальных Систем, Штутгарт.)                                                                |
| 2     | 1969         | Масон, Перри Уоррен    | 1900—1986 | США       | Лаборатории Белла, Марри-Хилл (Манхэттен), Манхэттен, Нью-Джерси |
| 3     | 1985*        | Зенер, Кларенс Мэлвин  | 1905—1993 | США       | Чикагский университет, Чикаго (1945—1951); Westinghouse Electric Corporation, Питтсбург, Пенсильвания (1951—1965); Техасский университет A&M, Колледж-Стейшен (Техас) (1966—1968); Университет Карнеги — Меллона,* Питтсбург, Пенсильвания (1968—1993)                                                                          |
| 4     | 1989         | Гэ Тинсуй              | 1913—2000 | Китай     | Китайская академия наук, Institute of Solid State Physics (ISSP), Хэфэй, Аньхой |
| 5     | 1989*        | Новик, Артур Стенли    | 1923—2010 | США       | Йельский университет, Нью-Хейвен, Коннектикут (1951—1957); IBM Thomas J. Watson Research Center (Исследовательский центр Томаса Ватсона), Йорктаун Хейтс, Нью-Йорк, Нью-Йорк (штат) (1957—1966); Колумбийский университет,* Нью-Йорк, Нью-Йорк (штат) (1966—2001); Калифорнийский университет в Ирвайне, Калифорния (2001—2010) |
| 6     | 1993         | Пьеро Джорджио Бордони | 1915—2009 | Италия    | Римский Университет Ла Сапиенца (Sapienza — Università di Roma), Рим |
| 7     | 1993         | Kurt Lücke             | 1921—2001 | Германия  | Рейнско-Вестфальский технический университет Ахена, Ахен |
| 8     | 1993         | Альфред Сигер          | 1927—2015 | Германия  | Max Planck Institute for Metals Research, Штутгарт; Штутгартский университет, Штутгарт |
| 9     | 1993         | Charles Allen Wert     | 1919—2003 | США       | Иллинойсский университет в Урбане-Шампейне, Эрбана (Иллинойс) и Шампейн (Иллинойс), Иллинойс |
| 10    | 1996         | Эндрю Винсент Гранато  | 1926—2015 | США       | Иллинойсский университет в Урбане-Шампейне, Эрбана (Иллинойс) и Шампейн (Иллинойс], Иллинойс |
| 11    | 1999         | Gunther Schoeck        | 1928—2015 | Австрия   | Венский университет, Вена |
| 12    | 2002         | Willy Benoit           | (1938)    | Швейцария | Федеральная политехническая школа Лозанны (EPFL), Лозанна |
| 13    | 2002         | Масахиро Коива         | (1938)    | Япония    | Киотский университет, Киото |
| 14    | 2005         | Rosario Cantelli       | (1940)    | Италия    | Римский Университет Ла Сапиенца, Рим |
| 15    | 2005         | Manfred Weller         | 1940—2017 | Германия  | Max Planck Institute for Metals Research, Штутгарт |
| 16    | 2008         | Daniel Newson Beshers  | (1928)    | США       | Колумбийский университет, Нью-Йорк, Нью-Йорк (штат) |
| 17    | 2008         | Gaetano Cannelli       | (1936)    | Италия    | Университет Калабрии, Ренде |
| 18    | 2008         | Gilbert Fantozzi       | (1942)    | Франция   | Национальный институт прикладных наук Лиона (Institut National des Sciences Appliquées de Lyon, INSA Lyon), Лион-Вийёрбан |
| 19    | 2011         | Gérard Gremaud         | (1949)    | Швейцария | Федеральная политехническая школа Лозанны (EPFL), Лозанна |
| 20    | 2011         | Fabio Massimo Mazzolai | (1934)    | Италия    | Университет Перуджи, Перуджа |
| 21    | 2014         | Qing-Ping Kong         | (1930)    | Китай     | Китайская академия наук, Institute of Solid State Physics (ISSP), Хэфэй, Аньхой |
| 22    | 2014         | Robert Schaller        | (1948)    | Швейцария | Федеральная политехническая школа Лозанны (EPFL), Лозанна |
| 23    | 2017         | Leszek Bogumił Magalas | (1954)    | Польша    | AGH Научно-технический университет, Краков |
| 24    | 2022         | J. M. San Juan         | (1955)    | Испания   | Университет Страны Басков, Бильбао |

Число во втором столбце — это год, когда лауреат получил премию Зенера. Число со звездочкой (*) означает, что человек получил премию во время работы в университете / институте.

## Список стран по количеству победителей премии Зенера
| Ранг | Страна    | Количество лауреатов | Лауреаты                                                                                           |
| ---- | --------- | -------------------- | -------------------------------------------------------------------------------------------------- |
| 1    | США       | 6                    | W.P. Mason, C.M. Zener (Зенер, Кларенс Мэлвин), A.S. Nowick, C.A. Wert, A.V. Granato, D.N. Beshers |
| 2    | Германия  | 4                    | W. Köster, K. Lücke, A. Seeger, M. Weller                                                          |
| 2    | Италия    | 4                    | P.G. Bordoni, R. Cantelli, G. Cannelli, F.M. Mazzolai                                              |
| 3    | Швейцария | 3                    | W. Benoit, G. Gremaud, R. Schaller                                                                 |
| 4    | Китай     | 2                    | T.S. Kê, Q.P. Kong                                                                                 |
| 5    | Австрия   | 1                    | G. Schoeck                                                                                         |
| 5    | Франция   | 1                    | G. Fantozzi                                                                                        |
| 5    | Япония    | 1                    | M. Koiwa                                                                                           |
| 5    | Польша    | 1                    | L.B. Magalas                                                                                       |
| 5    | Испания   | 1                    | J. M. San Juan                                                                                     |

Страны перечислены в порядке убывания по количеству лауреатов.